# Али-Сабих (город)
Али-Сабих, ранее — Али́-Сабие́ (араб. علي صبيح‎, фр. Ali Sabieh) — второй по величине город в Джибути. Он расположен примерно в 75 километрах к юго-западу от города Джибути и в 10 км к югу от границы с Эфиопии. Он раскинулся в широкой долине, окружённой гранитными горами со всех сторон. Али-Сабих обслуживается станцией железной дороги Аддис-Абеба — Джибути.

## История
Поселок Али-Сабих насчитывает несколько веков. В средние века находился под властью Ifat и Адал султаната. Согласно старой легенде, современная территория Али-Сабиха была покрыта деревьями и вади. Кочевые путники останавливались здесь на водопой пути к городу Зейла. В 1894 году, после подписания договоров с последовательным, правящая Исса сомалийских султанов установила протекторат в регионе под названием Французского Сомали.
В декабре 1942 года британское вторжение Французского Сомали около 2000 человек британских и французских войск заняли город. После завершения войны 1977—1978 Огаден, Али-Сабих, наряду с Dikhil, размещены три квартала 8000 Исса сомалийцев, которые бежали Эфиопии. Это должно было защитить строительства железной дороги франко-эфиопской военный пост, который был установлен 90 км линии по июль 1899 года. Именно тогда охраняли военные «Судан» из Маршан миссии.
Считается границы с Эфиопией, площадь была несколько постоянных поселений на рубеже 20-го века. В 1904 году, в докладе отмечается, что «при пограничном посту Али-Сабих, она имеет вид крепости. Приложении к кругу» Gobad-Dikkil "с момента её создания в 1931 году, Али-Сабих стал главным городом круг автономно 1939 года. Он был на короткое время прикреплены к кругу Джибути между 1946 и 1949 гг. Он находится в ведении командира Dikhil круга между 1952 и 1958, пока, наконец, получит свою собственную администрацию.

## Географическое положение
Али-Сабих расположен в долине в южной части страны. Город расположен в горной местности, в закрытой долине горной местности. Он находится на высоте 756 метров (2480 футов) над уровнем моря. Али-Сабих является горной и холмистой города. Эта высота дает Али-Сабиху и его окрестностях более мягкий климат, чем в Джибути города прибрежной зоне, где погода обычно горячий. Поселения город частично рассеяны и нерегулярно. Дома, как правило, одноэтажные и в основном цемент сделал, но почва дома. Можно также взять в местных диких животных, таких как Черноспинная Jackal, Газель, каракал, птицы и обезьяны.

## Климат
| Показатель                    | Янв. | Фев. | Март | Апр. | Май  | Июнь | Июль | Авг. | Сен. | Окт. | Нояб. | Дек. | Год   |
| ----------------------------- | ---- | ---- | ---- | ---- | ---- | ---- | ---- | ---- | ---- | ---- | ----- | ---- | ----- |
| Средний суточный максимум, °C | 27,4 | 28,1 | 29,6 | 30,8 | 33,3 | 36,1 | 37,0 | 36,5 | 34,2 | 31,4 | 29,4  | 27,8 | 31,6  |
| Средняя температура, °C       | 21,7 | 22,6 | 24,0 | 25,4 | 27,2 | 29,4 | 30,0 | 29,5 | 28,0 | 25,2 | 23,0  | 21,7 | 25,6  |
| Средний суточный минимум, °C  | 17,1 | 18,6 | 20,1 | 21,8 | 23,4 | 25,1 | 25,8 | 25,4 | 24,2 | 21,1 | 18,9  | 17,3 | 21,6  |
| Норма осадков, мм             | 10,1 | 16,5 | 32,6 | 52,1 | 30,6 | 10,3 | 48,2 | 68,1 | 38,3 | 11,8 | 10,8  | 7,2  | 336,6 |
| Источник:                     |      |      |      |      |      |      |      |      |      |      |       |      |       |

## Транспорт
Асфальтовая дорога доступна в Али-Сабихе, подавляющее большинство дорог с твердым покрытием построены во время французского колониального господства. Местные власти отремонтировали некоторые дороги, но и многие другие все ещё ждут ремонта. Есть автобусы и такси, которые ходят в другие города Джибути. Эфиопско-Джибутийская железная дорога построенная между 1894 и 1915 во время колониального периода, соединила город с Аддис-Абебой. Железная дорога больше не функционирует, есть планы по строительству новой современной железнодорожной линии в ближайшем будущем.

## Демография
С 2012 года население Али-Сабих была оценивается в 45500.Жителей города, принадлежащих к различным основном афро-азиатской говорящих по-этнических групп, с Исса (народ) преобладающим.
| 2009   | 2012   |
| ------ | ------ |
| 22 630 | 24 456 |